# Hladová stéla

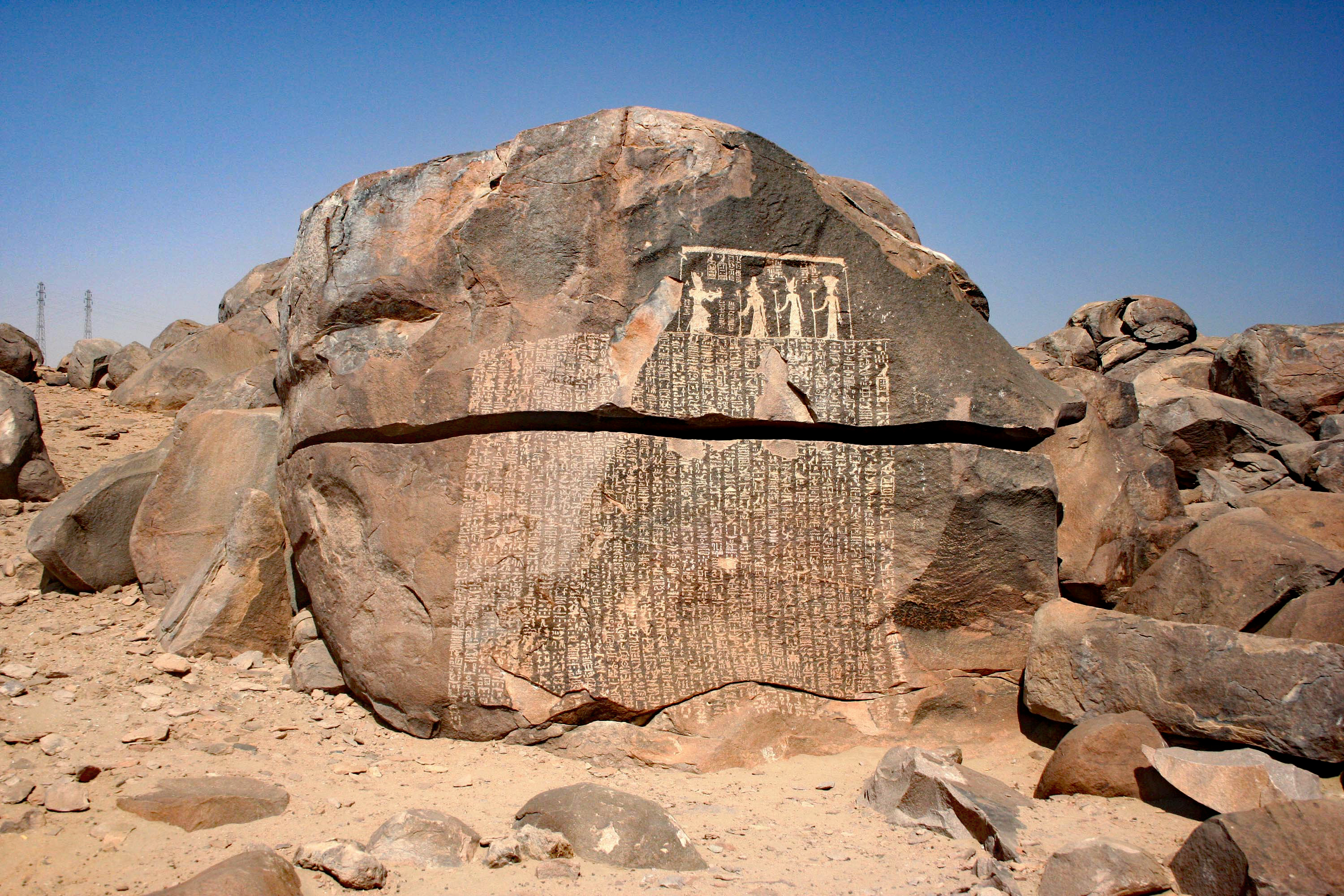
Hladová stéla

Hladová stéla je text v hieroglyfech nalezený na Seheilu, ostrově na Nilu poblíž Asuánu, který vypráví o sedmiletém období sucha a hladomoru za vlády faraona Džosera. Stéla byla pravděpodobně vytvořena někdy za vlády Ptolemaiovců (332–31 př. n. l.).

## Popis stély
Stéla je ze žuly. Nápis je psán v hieroglyfech a obsahuje 42 sloupců. Horní část stély zobrazuje 3 egyptské bohy: Chnum, Satis a Anuket. Před nimi stojí faraon Džoser, předávaje obětiny. Středem prochází trhlina, která zde byla již v době vytváření stély. Některé části stély jsou poškozené, tudíž je několik částí textu nečitelných.

## Text
Příběh se odehrává v 18. roce vlády Džosera. Král je znepokojený, protože se země již sedm let zmítala v hladomoru, nilské záplavy nepřicházely. Text popisuje, jak Egypťané trpí v důsledku sucha a zoufalí porušují zákony. Džoser žádá o pomoc kněze pod dohledem vysokého lektorského kněze Imhotepa. Král chce vědět, kde se narodil bůh Nilu Hapi a který bůh na onom místě bydlí.
Imhotep se rozhodl prozkoumat archivy chrámu ḥwt-jbṯt („Chrám sítí“), který se nachází v Hermopoli a je zasvěcen bohu Thovtu. Informuje krále, že záplavy ovládá bůh Chnum z Elefantiny ze pramene na ostrově, kde bůh bydlí. Imhotep okamžitě cestuje na místo v egyptštině jbw. V Chnumově chrámu zvaném „Radost života“ se Imhotep očistí, modle se k Chnumovi o pomoc a nabízí mu „vše dobré“. Po chvíli usne a ve snu Imhotepa přivítá Chnum. Na konci snu Khnum slibuje, že bude znovu zaplavovat Nil. Imhotep se probudí svůj sen si ihned zapíše. Poté se vrací k Džoserovi, aby řekl králi, co se stalo.
Král je potěšen a vydává dekret, ve kterém nařizuje kněžím, zákonníkům a dělníkům, aby obnovili Chnumův chrám a dávali mu opět pravidelně obětiny.
Od počátečního překladu a přezkoumání francouzským egyptologem Paulem Barguetem v roce 1953 byla nabyla hladová stéla velkého zájmu. Jazyk použitý naznačuje, že lze dílo datovat do Ptolemaiovského období, snad k vládě Ptolemaia V. (205–180 př. n. l.). Egyptologové jako Miriam Lichtheim a Werner Vycichl navrhují, že jej vytvořili místní Chnumovi kněží. Různé náboženské skupiny v Egyptě během dynastie Ptolemaiovců bojovaly o moc a vliv, příběh hladové stély mohl tedy sloužit jako prostředek legitimace moci Chnumových kněží nad oblastí Elefantiny.
Ze začátku se předpokládalo, že příběh souvisí s biblickým příběhem v Genesis 41, kde se také objevuje sedmiletý hladomor. Novější výzkumy ukázaly, že hladomor trvající 7 let byl společným motivem téměř pro všechny kultury Blízkého východu: mezopotámská legenda také hovoří o sedmiletém hladomoru a ve známém Eposu o Gilgamešovi, kde bůh Anu předvídá sedmiletý hladomor. Další egyptský příběh o dlouhotrvajícím suchu se objevuje v takzvané „knize chrámu“. Starověký text informuje o králi Neferkasokarovi (2. dynastie), který za své vlády čelí sedmiletému hladomoru.
Hladová stéla je jedním z pouhých tří známých nápisů, které propojují jméno Džeser se jménem Netjerikhet. Poskytuje proto užitečné důkazy pro egyptology a historiky, kteří se podílejí na rekonstrukci královské chronologie Staré říše.